# Parafia Bożego Ciała w Bydgoszczy
Parafia Bożego Ciała w Bydgoszczy – rzymskokatolicka parafia w Bydgoszczy, erygowana w 1987 roku. Należy do dekanatu Bydgoszcz III.
Od 1987 proboszczem parafii jest ks. Ryszard Pruczkowski.